# William Wain Prior

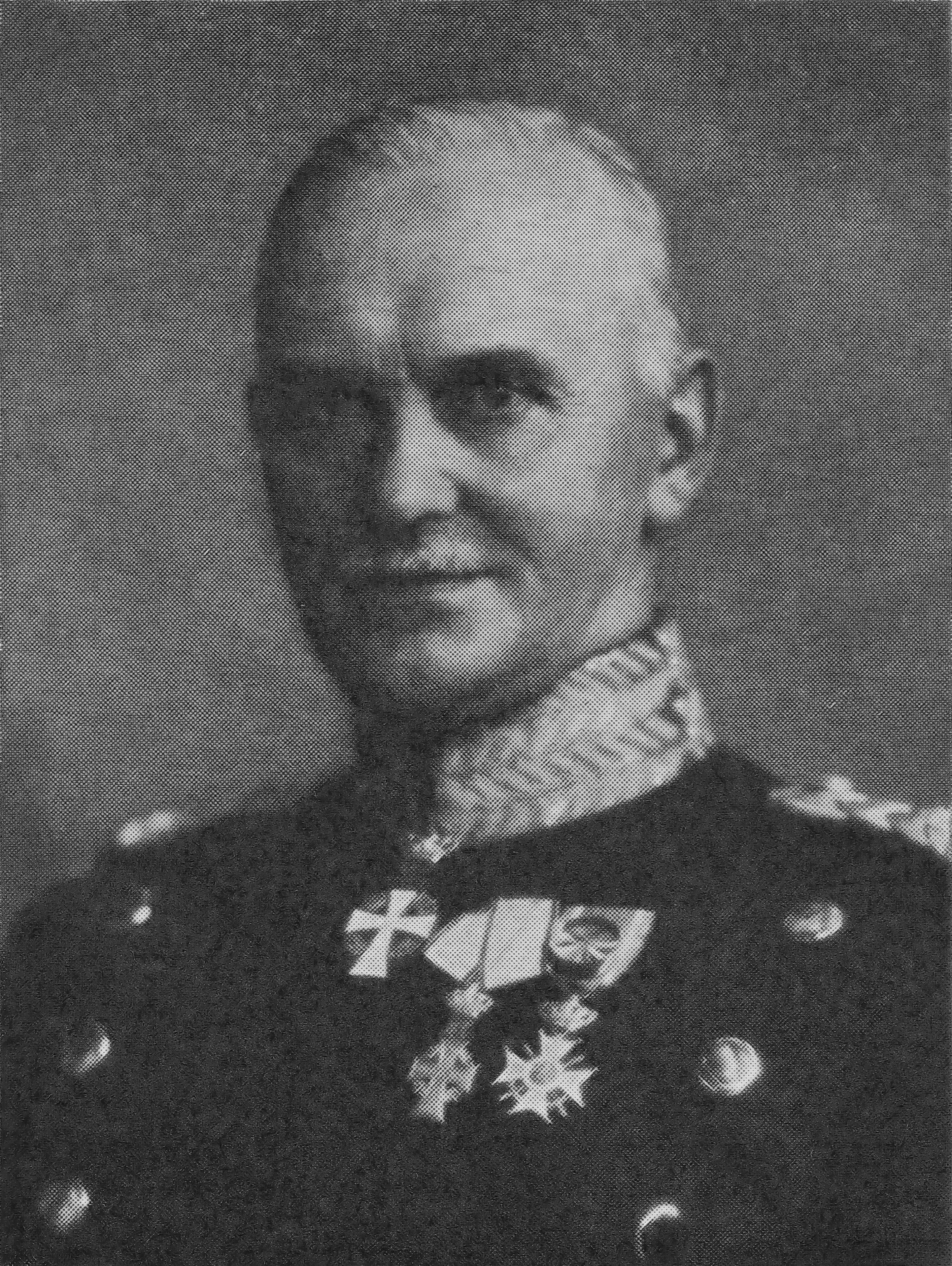
William Wain Prior (1934)

William Wain Prior (* 18. Juli 1876 in Kopenhagen; † 9. März 1946 in Frederiksberg) war ein dänischer General und von 1939 bis 1941 Oberbefehlshaber des dänischen Heeres.
General Prior trat für eine Verstärkung der Armee zur Sicherung der Unabhängigkeit des Landes gegenüber Deutschland ein, konnte sich aber mit seiner Position nicht gegen Parlament und Regierung durchsetzen. Parlament und Regierung befürchteten, eine Stärkung des Heeres könnte einen deutschen Angriff provozieren.
Am 9. April 1940 befürwortete Prior eine aktive Verteidigung des Landes gegen die deutsche Invasion. Im Kronrat mit König Christian X. und den wichtigsten Ministern wurde jedoch entschieden, die deutschen Forderungen zu akzeptieren, nachdem Deutschland mit der Bombardierung Kopenhagens und anderer dänischer Städte gedroht hatte.
William Wain Prior blieb noch bis 1941 Oberbefehlshaber des Heeres und verhinderte eine Zusammenarbeit der dänischen Armee mit der Wehrmacht.